# 微暗的火
《微暗的火》（英語：Pale Fire）是弗拉基米尔·纳博科夫1962年的小说。这部小说 以999行诗的形式呈现，名为《微暗的火》，由虚构的诗人约翰·谢德（John Shade）撰写，而前言、长篇评论和索引则由谢德的邻居和学术同行查尔斯·金博特（Charles Kinbote）撰写。这些元素共同构成了一段叙事，其中两个虚构的作者都是核心人物。
《微暗的火》产生了各种各样的解释，和大量书面批评，根据芬兰学者佩卡·塔米在1995年估计，多达80多项。纳博科夫权威布赖恩·博伊德（Brian Boyd）称之为“纳博科夫最完美的小说”，而评论家哈罗德·布鲁姆（Harold Bloom）称之为“他本人天才最可靠的证明 ... 那了不起的力量之旅”。  它在20世紀百大英文小說（Modern Library 100 Best Novels）榜单上排名第53名，而在美国文学评论家拉里·麦卡菲里（Larry McCaffery）的《20世纪百大英文小說》（20th Century's Greatest Hits: 100 English-Language Books of Fiction）榜单上排名第1名。

## 情节
谢德的长诗从细节上探讨了他生命的许多方面。第一章包括他早年经历的死亡事件，并一窥他眼中的超自然。第二章是关于他的家庭，以及他女儿海丝尔·谢德的意外自杀。第三章聚焦谢德对来生的知识的追寻，最后在对更高力量“玩耍一种尘世游戏”的“隐约的指望”中达到高潮。第四章描写了谢德的日常生活和创造性活动，以及他的诗学思想——他认为诗歌是对宇宙的理解。
在金波特为长诗写的编辑笔记中，他讲述了三个互相纠缠的故事。一个是他自己的故事，主要包括了他眼中与谢德的友情。谢德被杀后，金波特得到了他的手稿，包含了一些异文。金波特监督手稿的出版，并告诉读者只有第1000行是缺失的。第二个故事是关于查尔斯二世，赞巴拉被废黜的国王。查尔斯逃离了苏联支持的革命党人控制的监狱，勇敢的保皇派掩护了他。金波特不断声称他重述了查尔斯的逃亡历程，启发谢德写了这首长诗，而诗里有不少地方很可能是暗指赞巴拉及其国王，尤其是在那些被拒的手稿中。第三个故事是关于格拉杜斯，赞巴拉新统治者派来刺杀前国王的杀手。格拉杜斯从欧洲到美国再到纽卫镇，历经重重磨难。最后一条注释中，金波特讲述了格拉杜斯如何误杀了谢德。
在叙述的末尾，金波特自暴其实自己就是隐姓埋名的查尔斯国王，然而，故事中提供的其他信息却暗示，查尔斯和赞巴拉都是虚构的。在后一种解释中，金波特其实患有妄想症，臆想出赞巴拉的细节，甚至虚构了赞巴拉语的片段，而格拉杜斯也仅仅是个想杀谢德的疯子，他革命刺客的身份也是编造的。